# Saison 1 de Modern Family
Chronologie
Saison 2
Cet article présente la liste des épisodes de la première saison de la série télévisée américaine Modern Family.

## Généralités
- Aux États-Unis, elle a été diffusée entre le 23 septembre 2009 et le 19 mai 2010 sur le réseau ABC.
- Au Canada, elle a été diffusée en simultané sur Citytv.
- En France, depuis le 24 septembre 2010 sur Paris Première et le 20 juin 2012 est rediffusée le 3 novembre 2014 sur M6
- En Suisse, depuis le 12 décembre 2010 sur TSR1
- Au Québec, depuis le 11 janvier 2012 sur Télé-Québec
- En Belgique, depuis le 17 septembre 2011 sur RTL-TVI[1].

## Synopsis de la saison
Nous faisons la connaissance des trois familles, formées du clan Pritchett. Au cours de la saison, la famille apprend que Cameron et Mitchell adoptent Lily, Manny et Jay peinent à s'entendre, et un portrait de famille sera organisé. La tribu partira également à Hawaï et fêtera Noël et la Saint-Valentin.

## Distribution

### Acteurs principaux
- Ed O'Neill (VF : Michel Dodane) : Jay Pritchett
- Julie Bowen (VF : Gaëlle Savary) : Claire Dunphy
- Ty Burrell (VF : Loïc Houdré) : Phil Dunphy
- Sofía Vergara (VF : Sophie Riffont)  : Gloria Delgado-Pritchett
- Jesse Tyler Ferguson (VF : Jérôme Berthoud) : Mitchell Pritchett
- Eric Stonestreet (VF : Daniel-Jean Colloredo) : Cameron Tucker
- Sarah Hyland (VF : Alexia Papineschi) : Haley Dunphy
- Nolan Gould (VF : Max Renaudin-Pratt) : Luke Dunphy
- Ariel Winter (VF : Léopoldine Serre) : Alex Dunphy
- Rico Rodriguez II (VF : Lewis Weill) : Manny Delgado

### Acteurs récurrents
- Reid Ewing (VF : Hervé Grull) : Dylan Marshall
- Suzy Nakamura : le docteur Miura
- Shelley Long (VF : Marie-Martine) : Dede Pritchett
- Elizabeth Banks (VF : Marie-Eugénie Maréchal) : Sal
- Fred Willard (VF : Patrick Préjean) : Frank, le père de Phil
- Jeremy Scott Johnson (VF : Yannick Blivet) : Andrew
- Benjamin Bratt (VF : Maurice Decoster) : Javier Delgado
- Chazz Palminteri (VF : Jean Barney) : Shorty
- Justin Kirk (VF : Pierre Tessier) : Charlie Bingham

## Épisodes

### Épisode 1:Chronique d'une famille peu ordinaire
- États-Unis : 23 septembre 2009 sur ABC[2]
- France : 24 septembre 2010 sur Paris Première
- Suisse : 12 décembre 2010 sur TSR1
- Québec : 11 janvier 2012 sur Télé-Québec
- Belgique : 17 septembre 2011 sur RTL-TVI

- États-Unis : 12,61 millions de téléspectateurs[3] (première diffusion)

- Reid Ewing (Dylan)
- Hayley Erin (Brenda Feldman)
- Lillian Adams (passager #1)
- Duane Shepard Sr. (passager #2)
- Heather Lee (passager #3)
- Jenica Bergere (soccer mom)
- Matt Corboy (Josh, aka soccer dad)
- Marcus Brown (agent de sécurité)

### Épisode 2:Mélo-Vélo
- États-Unis : 30 septembre 2009 sur ABC
- France : 24 septembre 2010 sur Paris Première
- Suisse : 12 décembre 2010 sur TSR1
- Québec : 18 janvier 2012 sur Télé-Québec
- Belgique : 24 septembre 2011 sur RTL-TVI

- États-Unis : 9,99 millions de téléspectateurs[4] (première diffusion)

- Brandy Ledford (Desiree)
- Davis Mikaels (Anton)
- Alex Staggs (Scott)
- Julia Lehman (Danielle)
- Kofi Natei (Vendeur de vélos)
- Lindsey Stoddard (Helen)
- Shemari Berkley (enfant)

### Épisode 3:Le Chas de l'aiguille
- États-Unis : 7 octobre 2009 sur ABC
- France : 24 septembre 2010 sur Paris Première
- Suisse : 19 décembre 2010 sur TSR1
- Québec : 25 janvier 2012 sur Télé-Québec
- Belgique : 1er octobre 2011 sur RTL-TVI

- États-Unis : 8,82 millions de téléspectateurs[5] (première diffusion)

- Reid Ewing (Dylan)

### Épisode 4:Devine qui vient dîner?
- États-Unis : 14 octobre 2009 sur ABC
- France : 24 septembre 2010 sur Paris Première
- Suisse : 19 décembre 2010 sur TSR1
- Québec : 1er février 2012 sur Télé-Québec
- Belgique : 8 octobre 2011 sur RTL-TVI

- États-Unis : 9,35 millions de téléspectateurs[6] (première diffusion)

- Shelley Long (Dede Pritchett)
- Reid Ewing (Dylan)

### Épisode 5:De la poussière sous le tapis
- États-Unis : 21 octobre 2009 sur ABC
- France : 24 septembre 2010 sur Paris Première
- Suisse : 26 décembre 2010 sur TSR1
- Québec : 8 février 2012 sur Télé-Québec
- Belgique : 15 octobre 2011 sur RTL-TVI

- États-Unis : 8,66 millions de téléspectateurs[7] (première diffusion)

- Andrew Borba (Mr. Balaban)

### Épisode 6:Prudence est père de sûreté
- États-Unis : 28 octobre 2009 sur ABC
- France : 27 septembre 2010 sur Paris Première
- Suisse : 9 janvier 2011 sur TSR1
- Québec : 15 février 2012 sur Télé-Québec
- Belgique : 22 octobre 2011 sur RTL-TVI

- États-Unis : 9,32 millions de téléspectateurs[8] (première diffusion)

- Suzy Nakamura (Dr Miura)

### Épisode 7:En garde
- États-Unis : 4 novembre 2009 sur ABC
- France : 27 septembre 2010 sur Paris Première
- Suisse : 9 janvier 2011 sur TSR1
- Québec : 22 février 2012 sur Télé-Québec
- Belgique : 29 octobre 2011 sur RTL-TVI

- États-Unis : 8,77 millions de téléspectateurs[9] (première diffusion)

- Alexandra Park (Caroline)
- Mo Collins (Denise)
- Nolan North (Donald Flum)
- Amy Landers (Krista Flum)
- Monti Sharp (arbitre du tournoi)

### Épisode 8:Ma mélodie du bonheur
- États-Unis : 18 novembre 2009 sur ABC
- France : 27 septembre 2010 sur Paris Première
- Suisse : 16 janvier 2011 sur TSR1
- Québec : 29 février 2012 sur Télé-Québec
- Belgique : 5 novembre 2011 sur RTL-TVI

- États-Unis : 9,16 millions de téléspectateurs[10] (première diffusion)

- Edward Norton (Izzy LaFontaine)
- Elizabeth Banks (Sal)
- Reid Ewing (Dylan)

### Épisode 9:Fizbo le clown
- États-Unis : 25 novembre 2009 sur ABC
- France : 27 septembre 2010 sur Paris Première
- Suisse : 23 janvier 2011 sur TSR1
- Québec : 7 mars 2012 sur Télé-Québec
- Belgique : 12 novembre 2011 sur RTL-TVI

- États-Unis : 7,15 millions de téléspectateurs[11] (première diffusion)

- Reid Ewing (Dylan)
- Margo Harshman (Tanya)
- Kaitlyn Dever (Bianca)

### Épisode 10:Il faut sauver Noël
- États-Unis : 9 décembre 2009 sur ABC
- France : 27 septembre 2010 sur Paris Première
- Suisse : 30 janvier 2011 sur TSR1
- Québec : 14 mars 2012 sur Télé-Québec
- Belgique : 19 novembre 2011 sur RTL-TVI

- États-Unis : 9,67 millions de téléspectateurs[12] (première diffusion)

- Fred Willard (VF : Patrick Préjean) (le père de Phil)
- Brian T. Finney (Scott)
- Jeremy Scott Johnson (Andrew)

### Épisode 11:Sexe, mensonge et quiproquo
- États-Unis : 6 janvier 2010 sur ABC
- France : 30 septembre 2010 sur Paris Première
- Suisse : 6 février 2011 sur TSR1
- Québec : 28 mars 2012 sur Télé-Québec
- Belgique : 26 novembre 2011 sur RTL-TVI

- États-Unis : 10,22 millions de téléspectateurs[13] (première diffusion)

- Benjamin Bratt (Javier Delgado)

### Épisode 12:Le Papa poule et la maman ourse
- États-Unis : 13 janvier 2010 sur ABC
- France : 30 septembre 2010 sur Paris Première
- Suisse : 30 janvier 2011 sur TSR1
- Québec : 21 mars 2012 sur Télé-Québec
- Belgique : 3 décembre 2011 sur RTL-TVI

- États-Unis : 7,83 millions de téléspectateurs[14] (première diffusion)

- Eddie Diaz (jardinier)
- Marina Valle (jeune mariée)

### Épisode 13:La Télé qui commande
- États-Unis : 20 janvier 2010 sur ABC
- France : 4 octobre 2010 sur Paris Première
- Suisse : 13 février 2011 sur TSR1
- Québec : 3 avril 2012 sur Télé-Québec
- Belgique : 10 décembre 2011 sur RTL-TVI

- États-Unis : 9,83 millions de téléspectateurs[15] (première diffusion)

- Chazz Palminteri (Shorty)
- Kristen Schaal (Whitney)
- Reid Ewing (Reid)

### Épisode 14:Splash de lunes
- États-Unis : 3 février 2010 sur ABC
- France : 4 octobre 2010 sur Paris Première
- Suisse : 20 février 2011 sur TSR1
- Québec : 10 avril 2012 sur Télé-Québec
- Belgique : 17 décembre 2011 sur RTL-TVI

- États-Unis : 9,19 millions de téléspectateurs[16] (première diffusion)

- Minnie Driver (Sue)
- Reid Ewing (Dylan)
- Brian Oerly (membre du gym)
- Blake Gibbons (travailleur de la construction)
- Andrew Harlander (client au restaurant)

### Épisode 15:Docteur Phil et Mister Clive
- États-Unis : 10 février 2010 sur ABC
- France : 4 octobre 2010 sur Paris Première
- Suisse : 20 février 2011 sur TSR1
- Québec : 17 avril 2012 sur Télé-Québec
- Belgique : 17 décembre 2011 sur RTL-TVI

- États-Unis : 9,84 millions de téléspectateurs[17] (première diffusion)

- David Brenner (lui-même)
- Reid Ewing (Dylan)
- Andrew Borba (Balaban)
- Ariane Price (Pamela)
- Bruno Oliver (Tom Mickleson)
- Mieko Hillman (serveuse)
- Rylee Fansler (Fiona)
- Jackson Odell (Ted Durkas)

### Épisode 16:Chéri, fais-moi peur
- États-Unis : 3 mars 2010 sur ABC
- France : 4 octobre 2010 sur Paris Première
- Suisse : 27 février 2011 sur TSR1
- Québec : 24 avril 2012 sur Télé-Québec
- Belgique : 7 janvier 2012 sur RTL-TVI

- États-Unis : 8,01 millions de téléspectateurs[18] (première diffusion)

- Suzy Nakamura (Dr Miura)
- Dale E. Turner (Jenkins)

### Épisode 17:Rien ne sert de mentir
- États-Unis : 10 mars 2010 sur ABC
- France : 4 octobre 2010 sur Paris Première
- Suisse : 6 mars 2011 sur TSR1
- Québec : 1er mai 2012 sur Télé-Québec

- États-Unis : 9,02 millions de téléspectateurs[19] (première diffusion)

- Judy Greer (Denise)
- Bruce Altman (Mr Jennings)

### Épisode 18:Nuit étoilée
- États-Unis : 24 mars 2010 sur ABC
- France : 4 octobre 2010 sur Paris Première
- Suisse : 6 mars 2011 sur TSR1
- Québec : 8 mai 2012 sur Télé-Québec

- États-Unis : 9,18 millions de téléspectateurs[20] (première diffusion)

- Lombardo Boyar (Jose)

### Épisode 19:Mission cadeau impossible
- États-Unis : 31 mars 2010 sur ABC
- France : 11 octobre 2010 sur Paris Première
- Suisse : 13 mars 2011 sur TSR1
- Québec : 15 mai 2012 sur Télé-Québec

- États-Unis : 9,51 millions de téléspectateurs[21] (première diffusion)

- Kevin Fry-Bowers (agent de sécurité)
- Jason Antoon (Clark)
- Whitney Claire Kaufman (Sarah)
- Tyrel Jackson Williams (Phil enfant)
- Harrison White (facteur)
- Zak Boggan (enfant)

### Épisode 20:Sur la touche
- États-Unis : 14 avril 2010 sur ABC
- France : 11 octobre 2010 sur Paris Première
- Suisse : 20 mars 2011 sur TSR1
- Québec : 22 mai 2012 sur Télé-Québec

- États-Unis : 8,88 millions de téléspectateurs[22] (première diffusion)

- Justin Kirk (Charlie Bingham)
- Eric Lange (Coach Stupak)
- Stoney Jackson (Ref)

### Épisode 21:La Main à la patte
- États-Unis : 28 avril 2010 sur ABC
- France : 11 octobre 2010 sur Paris Première
- Suisse : 20 mars 2011 sur TSR1
- Québec : 29 mai 2012 sur Télé-Québec

- États-Unis : 10,01 millions de téléspectateurs[23] (première diffusion)

- Fred Willard (Frank Dunphy)
- Reid Ewing (Dylan)
- Christopher Shea (Ben)
- Joshua Doswell (Craig)
- Ben Seaward (Neil)
- Ben LeJeune (Brian)
- Libby Mintz (Jeune femme)

### Épisode 22:Désemparés au décollage
- États-Unis : 5 mai 2010 sur ABC
- France : 11 octobre 2010 sur Paris Première
- Suisse : 27 mars 2011 sur TSR1
- Québec : 5 juin 2012 sur Télé-Québec

- États-Unis : 9,48 millions de téléspectateurs[24] (première diffusion)

- Reid Ewing (Dylan)
- Tom Wright (en) (Pete)
- Patrick Stafford (Jeff)
- Andrew Heffernan (Portier)
- Kelly Michaels (Daryl)

### Épisode 23:Aloha
- États-Unis : 12 mai 2010 sur ABC
- France : 11 octobre 2010 sur Paris Première
- Suisse : 10 avril 2011 sur TSR1
- Québec : 12 juin 2012 sur Télé-Québec

- États-Unis : 10,34 millions de téléspectateurs [25] (première diffusion)

- Christian J. Keau (conducteur de bus)
- Casey Enovijas (gardien de piscine)
- Stephanie Barron (Lei Greeter)
- Jason Sadang (joueur de ukulele)
- Laki Kaahumanu (célébrant Hawaïen)

### Épisode 24:Rien n'est jamais parfait
- États-Unis : 19 mai 2010 sur ABC[26]
- France : 11 octobre 2010 sur Paris Première
- Suisse : 3 avril 2011 sur TSR1
- Québec : 19 juin 2012 sur Télé-Québec

- États-Unis : 10,14 millions de téléspectateurs[27] (première diffusion)

- Kobe Bryant (lui-même)
- Sean Smith (photographe)